# Nombre
El nombre (del latín nomen, nominis) es la designación o denominación verbal (las denominaciones no verbales las estudian la iconología y la iconografía) que se le da a una persona, animal, cosa o concepto tangible o intangible, concreto o abstracto, para distinguirlo de otros. Como signo en general, es estudiado por la semiótica, y como signo en un entorno social, por la semiología. 

## Estudio de los nombres

### Sustantivos

Triángulo de Ogden y Richards

Desde un punto de vista gramatical, más exactamente morfosintáctico, los nombres se denominan sustantivos. Desde un punto de vista léxico, los nombres se clasifican como lexías, unidades fraseológicas o títulos, mientras que la semántica, disciplina que estudia solo su significado, se ocupa de ver cómo los nombres se dividen y agrupan en campos semánticos estructurados por relaciones de sinonimia, antonimia, hiperonimia, hiponimia, holonimia y meronimia o porque comparten algún sema.
Para la semiótica o ciencia que estudia los signos, por otra parte, los nombres se dividen en tres elementos constituyentes según el Triángulo de Ogden y Richards: significado, significante y referente.
Los nombres pueden ser comunes o propios: si son comunes, señalan objetos abundantes, similares e idénticos, por ejemplo, "hombre"; si son propios, al menos en intención señalan personas, animales u objetos únicos e individuados, o que se quiere lo sean, por ejemplo, "Sócrates"; en este tipo de nombres se pierde o no importa demasiado desde un punto de vista pragmático el elemento del Triángulo de Ogden y Richards conocido como significado, que por ello se reduce a ser solamente un segmento en que se unen y oponen significante y referente.
Los nombres pueden venir acuñados ya por la tradición o ser creados para describir una nueva realidad (neologismos). En este segundo caso, suelen ser generados y escogidos con los criterios preferentes de brevedad y extrañeza, a fin de que la identificación de la persona, cosa o concepto sea fácil, rápida y clara. Con frecuencia, eso no es posible, así que se recurre a procedimientos de abreviatura como el clipping, acortamiento, sigla o acrónimo, o se recurre a una palabra extranjera más o menos adaptada, el llamado préstamo léxico.
La onomástica investiga los nombres propios, sus significados y su origen histórico, y la etimología el origen y causa de cualquier nombre. Una disciplina más general, la simbología, con sus disciplinas asociadas, la iconología y la iconografía, estudia las denominaciones no verbales, especialmente las de tipo artístico.

### Nombres científicos
Las diversas disciplinas científicas necesitan catalogar las realidades que van descubriendo y, para ello, necesitan una taxonomía clara que las provea de una nomenclatura o escala onomástica para clasificar en un orden regular de más general a más concreto las denominaciones comunes. Estas denominaciones tienen que ver con las similitudes o disimilitudes existentes entre las entidades catalogadas y para ello la ciencia debe adoptar unos criterios fijos y objetivos de denominación. El primer intento exitoso en este sentido lo realizó la Biología con las nomenclaturas del griego Aristóteles, del romano Plinio el Viejo y por último de Carlos Linneo.
Los animales y plantas son conocidos por un nombre común, el cual puede variar según el idioma, la cultura, la geografía, etc. Sin embargo, para evitar errores, los científicos identifican cada especie con su nombre en latín, es decir, con un nombre científico.

### El nombre en filosofía
Los filósofos antiguos, y en particular el griego Platón en su diálogo Crátilo, discutieron si los conceptos, y por tanto su expresión lingüística, los nombres comunes, representaban adecuadamente la realidad y consideraban a los conceptos bajo el punto de vista de la universalidad como comprensión de lo real. Hoy en día no se acepta tal capacidad representativa de los conceptos, que se consideran una "interpretación subjetiva y cultural" de la realidad de las cosas y su relación con los objetos reales meramente extensional o de pertenencia a una clase, como simple explicación del conocimiento de lo real. Este problema de las denominaciones o de los universales dio lugar en la filosofía escolástica medieval a dos corrientes, la de los realistas y la de los nominalistas.

### Designación
Designar es lo que hace el niño pequeño cuando todavía no domina el lenguaje y señala con el dedo lo que quiere, “eso”, que aparece ante sus ojos como ostensible u objeto de ostensión, empezando primero con modos de articulación simples (fonemas oclusivos y nasales), palabras de una sílaba o de la misma sílaba repetida, luego de dos sílabas distintas y más tarde de tres o más y con modos de articulación más complejos, formando palabras de morfología más complicada (el niño pasa de la palabra sintética "papato" a la una morfología analítica más desarrollada: "El zapato de papá parecido a un pato que se lleva en la pata"). En cuanto a significado, aprendemos más tarde a designar cosas más complejas mediante la extensión y la intención, como los sentimientos, los deseos y las acciones, pero fundamentalmente a través del aprendizaje de las palabras, antes de convertirlas en conceptos.
Un niño aprende antes su propio nombre, que es como le designan los demás, que el concepto de yo. Por eso es frecuente que se designe a sí mismo con su nombre propio, pues es así como se siente designado o llamado. Si no tuviéramos nombres comunes y lenguas composicionales, tendríamos que dar a cada objeto y situación un nombre, lo que haría muy difícil la comunicación objetiva y compleja tal y como la tenemos los seres humanos.
Por eso reservamos el nombre propio para la designación de aquellos objetos que tienen especial relevancia en nuestro mundo, empezando por los nombres de las personas, que constituyen el elemento más significativo de los nombres propios, los antropónimos que tratamos a continuación; algunos animales también poseen signos equivalentes a los nombres propios en sus diferentes dialectos, como los delfines.
Los nombres propios se aplican también a animales u objetos que tienen una significación especial, bien sea simbólica o real. A los animales de compañía, a objetos de cierta relevancia; o bien a objetos que son únicos: una obra de arte, un club, etc. Tienen relevancia los nombres propios referidos a la nacionalidad, ideología, religión, etc., pues adquieren un elevado papel simbólico-sentimental.
En la época actual son de especial significado los nombres de las empresas, pues es lo que las hace únicas y diferentes de cualquier otra que pueda competir en la misma actividad. Tan es así que el nombre registrado, junto al logotipo, puede llegar a ser un valor importante en los activos de una empresa. A veces el nombre propio se confunde o se convierte o hace las funciones de marca, siendo entonces incorporado a un valor de mercado.
Por sí mismos, los nombres propios no tienen significado; sólo referencia, ya que, por definición, tienen una única referencia posible. Pero dado el efecto social que tienen los nombres, y la dificultad, ya señalada antes, de tener que individualizar la designación, ya de antiguo los nombres se ponían de forma que reflejaran alguna cualidad. Un modo especial de nombrar a las personas es el mote o el alias.

### Onomástica
La onomástica se ocupa de los nombres propios, básicamente en su contexto histórico y su origen etimológico. La onomástica es de hecho una disciplina auxiliar de la historia y en ese contexto se suele dividir en:
- Antroponimia, cuyo campo de trabajo es el estudio de los diversos nombres que se dan a los hombres, desde los de pila a los apellidos, que, si son nobles, son estudiados por la heráldica.
- Toponimia o estudio de los nombres de lugar, incluidos los nombres de regiones, ciudades, comarcas, pueblos, lugares, aldeas, montañas y diversos accidentes geográficos, hidrónimos o nombres de ríos, fuentes, lagos y mares, y otros topónimos especiales.
- Teonimia, que estudia los nombres de dioses o númenes.

La onomástica en general, y más específicamente la antroponimia o estudio de los nombres propios de persona, y la toponimia, que se refiere a los nombres propios de lugar, es una rama de la lexicología que estudia los nombres propios con sus orígenes y significado, usando para ello métodos comunes a la lingüística, así como también investigaciones históricas y antropológicas.

## Nombres propios y comunes
Como se ha dicho anteriormente, la función principal de los nombres es realizar la función comunicativa de designar o apuntar a un referente. Desde este punto de vista los nombres se pueden clasificar en:
- Los nombres propios tienen como referente un único elemento, y carecen de significado lingüístico, ya que se comportan como meras etiquetas que representan a un objeto o entidad única.
- Los nombres comunes (sustantivos), por el contrario, designan un conjunto de elementos. Así, las palabras 'árbol', 'casa' o 'perro' designan objetos que son clasificados como árboles, casas o perros. La referencia de un sustantivo se determina a partir del significado lingüístico de dicho nombre.

El estudio de los nombres comunes compete generalmente a la gramática y a la semántica, que se encargan de determinar sus propiedades combinatorias sintácticas, de significado lingüístico como su estructura interna o morfológica.
Por lo que respecta a los nombres propios, si bien no tienen significado lingüístico, históricamente pueden derivar de palabras léxicas o términos que en sí mismos tuvieron significado lingüístico. El estudio del origen histórico de los nombres propios es competencia de la onomástica, que se divide principalmente en la antroponimia o estudio de nombres de personas y en la toponimia o estudio de nombres de lugares.

### Nombre común
El nombre común es el que expresa la pertenencia a una clase o grupo. Tiene rasgos de género y número, puede constituir sintagmas nominales, coordinarse y actuar como sujeto, objeto y término de sintagmas preposicionales.
Los nombres comunes se han diferenciado principalmente en tres pares: contables y no contables, individuales y colectivos y abstractos y concretos. Hay autores que también añaden otros pares como enumerals y 'pluralia tamtum' o animados e inanimados.

#### Contables y no contables
Los nombres contables - también denominados 'discontinuos' o 'discretos' - son aquellos que «no pueden dividirse sin dejar de ser lo que son» mientras que los no contables - denominados también 'continuos', 'medibles' o 'de materia' - son aquellos que «pueden dividirse hasta el infinito». Ejemplos de los primeros serían 'perro', 'casa' o 'lavadora' y de los segundos 'arena', 'agua' o 'tiempo'.

## Nombre personal

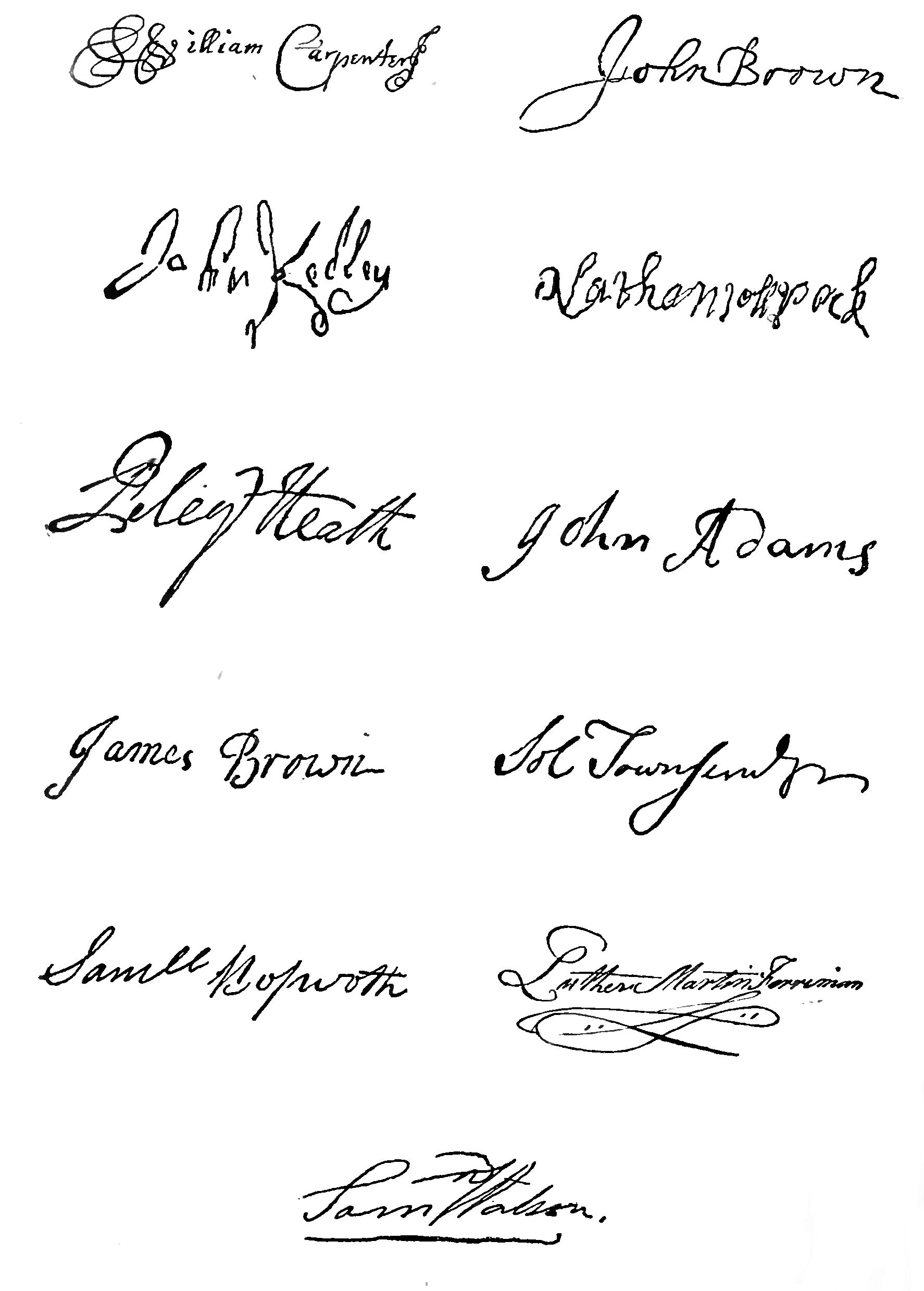
Una firma es la manera de identificar personalmente a una persona y suele ser su nombre manuscrito.

Un nombre personal es una o varias palabras que identifican a una persona. En muchos países, es tradicional tener un nombre personal (también llamado nombre de pila) y un apellido (también llamado apellido familiar, ya que lo comparten los miembros de una misma familia). Algunas personas tienen dos apellidos, uno heredado de cada progenitor. En la mayor parte de Europa y América, el nombre de pila suele preceder al apellido, mientras que en algunas partes de Asia y Hungría, el apellido precede al nombre de pila (orden oriental de los nombres). En algunas culturas, es tradicional que la mujer adopte el apellido de su marido al casarse.
Una práctica común en muchos países es el patronímico, que implica que un componente del nombre personal se basa en el nombre de pila del padre. Una práctica menos común es el matrónimo, que implica que un componente del nombre personal se basa en el nombre de pila de la madre. En algunas culturas del este de Asia, es tradicional que los nombres de pila incluyan el nombre de una generación, una sílaba compartida entre hermanos y primos de la misma generación.
Muchas personas también usan el segundo nombre (o nombre secundario) como tercer identificador, como por ejemplo Jean Pierre; Juan Pablo o George W. y pueden elegirse por razones personales, como indicar relaciones, conservar los apellidos prematrimoniales o de soltera (una práctica popular en Estados Unidos) y perpetuar los apellidos familiares. La práctica de usar el segundo nombre se remonta a la antigua Roma, donde era común que los miembros de la élite tuvieran un praenomen (un nombre propio), un nomen (un apellido familiar, que no se usa exactamente como los segundos nombres hoy en día) y un cognomen (un nombre que representa un atributo individual o la rama específica de la familia de una persona). Los segundos nombres finalmente cayeron en desuso, pero recuperaron popularidad en Europa durante el siglo XIX.
Además del nombre, segundo nombre y apellidos, las personas también pueden tener apodos, alias o títulos. Los apodos son nombres informales que usan amigos o familiares para referirse a una persona ("Cris" puede usarse como abreviatura del nombre personal "Cristina"). Una persona puede optar por usar un alias, o un nombre falso, en lugar de su nombre real, posiblemente para proteger u ocultar su identidad. Las personas también pueden tener títulos que designan su rol en una institución o profesión (los miembros de las familias reales pueden usar diversos términos como rey, reina, duque o duquesa para indicar sus posiciones de autoridad o su relación con el trono).

## Nombres técnicos
| Nombre de...                                | Nombre técnico  |
| ------------------------------------------- | --------------- |
| Persona                                     | Antropónimo     |
| Lugar                                       | Topónimo        |
| Cualquier cuerpo de agua                    | Hidrónimo       |
| Grupo étnico                                | Etnónimo        |
| Residente de una localidad                  | Gentilicio      |
| Nombre falso o artístico                    | Alias Seudónimo |
| Autor con nombre falso                      | Seudónimo       |
| Nombre de un objeto derivado de una persona | Epónimo         |

## Convenciones de nomenclatura
Una convención de nomenclatura es un conjunto de estándares, normas, normas sociales o criterios acordados, estipulados o generalmente aceptados para nombrar objetos.
Las principales convenciones de nomenclatura incluyen:
- En astronomía, convenciones sobre nomenclatura astronómica, nomenclatura planetaria
- En biología, nomenclatura binomial.
- En química, nomenclatura química.
- En la historia y literatura clásicas, convenciones sobre el nombre romano.
- En programación informática, convenciones de nomenclatura de identificadores (Convención de nombres).
- En redes informáticas, esquemas de nombres de ordenadores en red.
- En ciencias en general, nombres sistemáticos para diversos objetos.

Los productos o bienes de consumo pueden seguir una convención de nomenclatura. Los automóviles suelen tener un nombre binomial: una "marca" (fabricante) y un "modelo", además del año del modelo, como el Seat Panda 1997. A veces también se incluye un nombre para el "nivel de decoración" o "nivel de acabado" del vehículo: por ejemplo, Cadillac Escalade EXT Platinum, en honor al metal precioso. Los ordenadores, los microprocesadores, las versiones de programas informáticos o aplicaciones suelen tener números crecientes en sus nombres para indicar la siguiente generación.
Los cursos en las escuelas, o establecimientos de enseñanza en general, suelen seguir una convención de nomenclatura: una abreviatura del área temática y luego un número ordenado por nivel de dificultad creciente.
Muchos números (por ejemplo, cuentas bancarias, identificaciones oficiales como documentos de identidad, tarjetas de crédito, etc.) no son aleatorios, sino que tienen una estructura y convención internas. Prácticamente todas las organizaciones que asignan nombres o números siguen alguna convención para generar estos identificadores. Los números de vuelo de aerolíneas y los números de teléfono tienen una convención interna.

## Nombres en la comunicación animal
El uso de un nombre personal no es exclusivo del ser humano. En el estudio de la comunicación animal, se ha descubierto que los delfines son capaces de utilizar y reconocer un nombre propio entre sus iguales, mediante el uso de silbidos específicos para identificarse y dirigirse unos a otros.